# Hieronim Zahorowski
Hieronim Zahorowski (inna forma imienia i nazwiska: Tomasz Zahorowski, ur. około 1582, zm. 1634) – szlachcic z Wołynia, jezuita, prawdopodobny autor publikacji przeciwjezuickiej wydanej w 1614, pt. Sekretne Rady Towarzystwa Jezusowego. 

## Życiorys
Urodził się na Wołyniu w zamożnym, prawosławnym rodzie szlacheckim posiadającym dobra m.in. w powiecie włodzimierskim. Pierwsze nauki pobierał w kolegium jezuickim w Lublinie, gdzie prawdopodobnie przeszedł na katolicyzm i po ukończeniu klasy humanitatis wstąpił do zakonu jezuitów w 1599 r. Po dwuletnim nowicjacie w Krakowie przez rok studiował w zakonnym seminarium nauczycielskim w Jarosławiu i przez kolejny rok (od lipca 1602) w seminarium w Lublinie, w którym nauczano retoryki. W 1603 r. podjął trzyletnie studia filozoficzne w Kaliszu, po których ukończeniu złożył pierwsze śluby zakonne a następnie nauczał syntaksy najpierw w kolegium lwowskim, a później jarosławskim. W latach 1609–1612 studiował teologię w Poznaniu, które to studia musiał przerwać po nieudanym egzaminie na czwarty rok studiów.  Skierowano go następnie na ukończenie nowicjatu do Jarosławia, po którym, ze względu na nieukończone studia, nie mógł zostać jednak rzeczywistym członkiem zakonu. Równocześnie przyjął święcenia kapłańskie. W 1613 r. będąc nauczycielem w niższych klasach kolegium w Sandomierzu podjął akcję rozsyłania antyjezuickich pism i listów, co spowodowało jego usunięcie z zakonu w grudniu 1613 r. W tym czasie przygotowane do druku zostały (prawdopodobnie we współpracy z księciem Jerzym Zbaraskim) Monita privata..., które opublikował w 1614 r. – w tym, w którym negatywnie rozpatrzono jego odwołanie i wydalono go ostatecznie z zakonu. Został po tym wydarzeniu świeckim księdzem osadzonym na parafii Gwoździec koło Zakliczyna i pozostał w niej, mimo że biskup krakowski w 1616 r. specjalnym edyktem potępił Monita... i ich autora. W tym samym czasie Zahorowski procesował się z jezuitami o zwrot majątku wniesionego przy wstąpieniu do zakonu, uzyskując go w 1616 r. W 1626 r. został proboszczem w Kamionce należącej do dóbr ordynacji Zamoyskich w dekanacie lubartowskim, przy okazji podejmując wieloletni proces z księdzem Bartłomiejem Grabowskim z sąsiedniej parafii. W 1629 r. podjął kolejny proces o przywrócenie zamkniętego w czasie reformacji kościoła w sąsiednim Rudnie, roszcząc sobie prawo do decydowania w sprawie kto ten kościół obejmie i wszczynając spór trwający co najmniej do 1631 r. Przed 1632 r. nastąpiło pojednanie Zahorowskiego z jezuitami, gdyż już w tym roku otrzymał zgodę prowincjała zakonu na pochówek w podziemiach kościoła jezuickiego w Lublinie, gdzie faktycznie spoczął po śmierci w 1634 r.

## Twórczość
Autor Monita privata Societatis Iesu znanych potem jako Monita secreta, powstałym z zemsty za niepowodzenie w egzaminach z teologii i wydalenie z zakonu w roku 1613 (lub 1614). Miały one kilkaset(!) wydań zarówno po łacinie, jak też w językach nowożytnych. Dzieło to jest – prawdopodobnie – najsłynniejszym paszkwilem na jezuitów, przypisującym im zamiary opanowania świata za pomocą najbardziej niegodziwych metod. Apokryf ten zawiera tajne wskazówki, przeznaczone na użytek rzekomo członków zakonu, a uczące zdobywania wpływów, znaczenia i bogactw oraz zwalczania wrogów. Zdaniem Estreichera powstał niewątpliwie w Polsce. Wywarł potężne wrażenie w całej ówczesnej Europie.
Jak twierdzi Kasper Niesiecki – Zahorowski odwołał później (w innej publikacji) wszystkie tezy swego dzieła, otrzymał probostwo w Goźdźcu, podarował swoją bibliotekę lubelskiemu kolegium jezuitów i wówczas uzyskał przebaczenie.
- Monita privata. Nitobirgae (Turnacii), 1612, (edycja nieznana, niepewna; zdaniem S. Załęskiego rok 1612 jest datą napisania utworu); inne wyd.: Monita privata Societatis Jesu. Turnacii, (prawdopodobnie Kraków) 1612; wyd. następne: brak miejsca wydania (Królewiec?) i roku; brak miejsca wydania 1657; brak miejsca wydania 1662; Rzym 1762 (miejsce druku fikcyjne); prawdopodobnie szereg innych wydań zniszczono; przeróbka polska pt. Przewodnik, czyli skryte rządy ojców jezuitów, Kraków 1784
  - przekł. angielski: wyd. 1725; 1759; zob. też: Estreicher XXXIV, 83-84
  - przekł. francuski: przeróbka pt. Secreta monita ou Advis secrets de la Société de Jésus, Paderborn 1661 (druk synoptyczny łac. i franc.); pt. Secrets des jésuites, w zbiorze: Cabinet jésuitique, Kolonia 1669; pt. Les Intrigues secrètes de jésuites, traduites du Monita secreta, Turyn 1718; pt. Les Mystères les plus secrets des jésuites contenus en diverses pièces originales, Kolonia 1727; także Paderborn (w rzeczywistości Paryż) 1761; inny przekł. w: G. Masson Ordres monastiques, Berlin 1751
  - przekł. hiszpański, portugalski, rosyjski, włoski: zob. S. Załęski Jezuici w Polsce, t. 2, Lwów 1901, s. 186 przypis

## Upamiętnienie
Grób Hieronima Zahorowskiego znajduje się w kościele jezuitów w Lublinie.